# Grand Prix automobile de Hongrie 1988

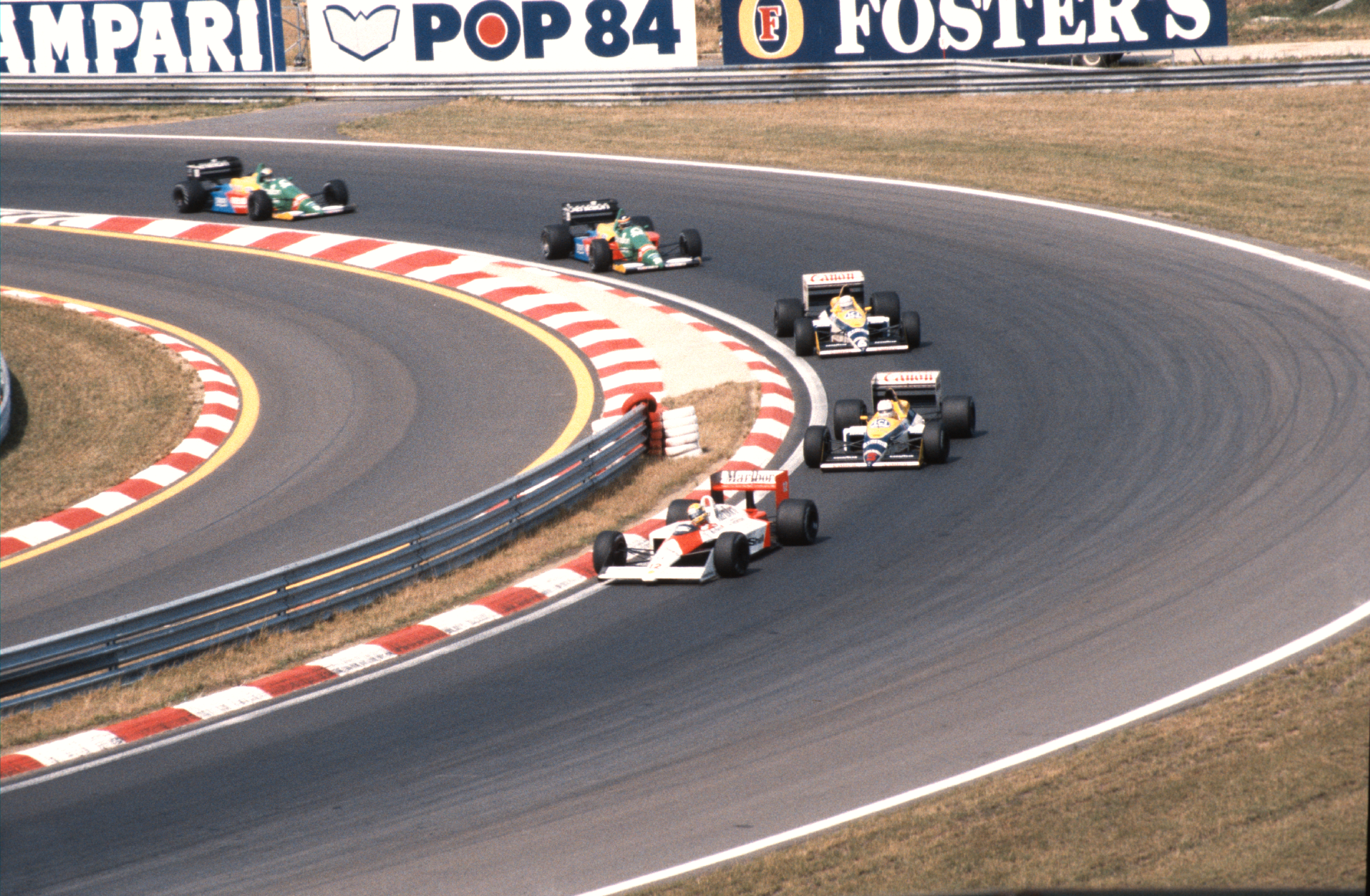
Ayrton Senna en tête du Grand Prix de Hongrie.

Résultats du Grand Prix automobile de Hongrie de Formule 1 1988 qui s'est disputé sur l'Hungaroring le 7 août.

## Classement
| Pos. | No | Pilote             | Écurie               | Tours | Temps/Abandon                      | Grille | Points |
| ---- | -- | ------------------ | -------------------- | ----- | ---------------------------------- | ------ | ------ |
| 1    | 12 | Ayrton Senna       | McLaren-Honda        | 76    | 1 h 57 min 47 s 081 (155,401 km/h) | 1      | 9      |
| 2    | 11 | Alain Prost        | McLaren-Honda        | 76    | + 0 s 529                          | 7      | 6      |
| 3    | 20 | Thierry Boutsen    | Benetton-Ford        | 76    | + 31 s 410                         | 3      | 4      |
| 4    | 28 | Gerhard Berger     | Ferrari              | 76    | + 1 min 28 s 670                   | 9      | 3      |
| 5    | 15 | Mauricio Gugelmin  | March-Judd           | 75    | + 1 tour                           | 8      | 2      |
| 6    | 6  | Riccardo Patrese   | Williams-Judd        | 75    | + 1 tour                           | 6      | 1      |
| 7    | 2  | Satoru Nakajima    | Lotus-Honda          | 73    | + 3 tours                          | 19     |        |
| 8    | 1  | Nelson Piquet      | Lotus-Honda          | 73    | + 3 tours                          | 13     |        |
| 9    | 29 | Yannick Dalmas     | Larrousse-Ford       | 73    | + 3 tours                          | 17     |        |
| 10   | 24 | Luis Pérez-Sala    | Minardi-Ford         | 72    | + 4 tours                          | 11     |        |
| 11   | 33 | Stefano Modena     | Eurobrun-Ford        | 72    | + 4 tours                          | 26     |        |
| 12   | 30 | Philippe Alliot    | Larrousse-Ford       | 72    | + 4 tours                          | 20     |        |
| 13   | 31 | Gabriele Tarquini  | Coloni-Ford          | 71    | + 5 tours                          | 22     |        |
| Abd. | 17 | Derek Warwick      | Arrows-Megatron      | 65    | Freins                             | 12     |        |
| Abd. | 5  | Nigel Mansell      | Williams-Judd        | 60    | Problème physique                  | 2      |        |
| Abd. | 18 | Eddie Cheever      | Arrows-Megatron      | 55    | Freins                             | 14     |        |
| Abd. | 27 | Michele Alboreto   | Ferrari              | 40    | Panne électrique                   | 15     |        |
| Abd. | 25 | René Arnoux        | Ligier-Judd          | 32    | Moteur                             | 25     |        |
| Abd. | 22 | Andrea De Cesaris  | Rial-Ford            | 28    | Transmission                       | 18     |        |
| Abd. | 19 | Alessandro Nannini | Benetton-Ford        | 24    | Fuite d'eau                        | 5      |        |
| Abd. | 36 | Alex Caffi         | Scuderia Italia-Ford | 22    | Moteur                             | 10     |        |
| Abd. | 26 | Stefan Johansson   | Ligier-Judd          | 19    | Accélérateur                       | 24     |        |
| Abd. | 23 | Pierluigi Martini  | Minardi-Ford         | 8     | Collision                          | 16     |        |
| Abd. | 14 | Philippe Streiff   | AGS-Ford             | 8     | Perte d'une roue                   | 23     |        |
| Abd. | 16 | Ivan Capelli       | March-Judd           | 5     | Panne électrique                   | 4      |        |
| Abd. | 3  | Jonathan Palmer    | Tyrrell-Ford         | 3     | Moteur                             | 21     |        |
| Nq.  | 32 | Oscar Larrauri     | Eurobrun-Ford        |       | Non qualifié                       |        |        |
| Nq.  | 10 | Bernd Schneider    | Zakspeed             |       | Non qualifié                       |        |        |
| Nq.  | 4  | Julian Bailey      | Tyrrell-Ford         |       | Non qualifié                       |        |        |
| Nq.  | 9  | Piercarlo Ghinzani | Zakspeed             |       | Non qualifié                       |        |        |
| Npq. | 21 | Nicola Larini      | Osella               |       | Non préqualifié                    |        |        |

## Pole position et record du tour
- Pole position : Ayrton Senna en 1 min 27 s 635 (vitesse moyenne : 164,893 km/h).
- Meilleur tour en course : Alain Prost en 1 min 30 s 639 au 51e tour (vitesse moyenne : 159,428 km/h).

## Tours en tête
- Ayrton Senna : 76 (1-76)

## À noter
- 12e victoire pour Ayrton Senna.
- 65e victoire pour McLaren en tant que constructeur.
- 37e victoire pour Honda en tant que motoriste.